# استان سیلزی سفلی
استان سیلزی سفلی (به لاتین: Lower Silesian Voivodeship) یک استان کشور لهستان است که در جنوب غربی این کشور واقع شده است.

## خصوصیات
استان سیلزی سفلی ۱۹٬۹۴۶٫۷۴ کیلومترمربع مساحت و ۲٬۹۱۴٬۳۶۲ نفر جمعیت دارد.